# Duarte Nuno, hertig av Bragança
Duarte Nuno, hertig av Bragança (Duarte Nuno Fernando Maria Miguel Gabriel Rafael Francisco Xavier Raimundo António de Bragança), född 23 september 1907 död i Lissabon 24 december 1976, var son till Mikael, hertig av Bragança och tronpretendent till Portugals kungatron.
Han gifte sig 1942 med prinsessan Maria Francisca av Orléans-Bragança (1914–1968)
Bland hans barn återfinns nuvarande tronpretendenten Duarte Pio, hertig av Bragança, född 15 maj 1945 och gift 1995 med Isabel Ines de Castro Curvello de Heredia.